# 抗日戰爭第九戰區
抗日戰爭第九戰區在中國抗日戰爭中，因應戰爭形勢，中華民國國民政府成立對日作戰戰區之一。

## 成立時間
1938年6月，司令長官部設在江西南昌。武汉卫戍兵站总监部改组为第九兵站总监部。

## 司令長官
- 陳誠（1938年6月14日-）
- 薛岳（1938年11月28日代理，1939年10月2日真除至1945年12月）

## 副司令长官
- 薛岳（1938年6月-1939年10月）
- 商震
- 罗卓英
- 杨森
- 王陵基
- 王绪瓒

## 参谋长
- 施伯衡（施北衡）
- 吳逸志（保定六期，1938年12月-1943年12月）
- 赵子立（参谋处长1943年12月底-1944年6月长沙失守）
- 华振中（保定六期）

## 主要作戰部隊
第1兵團（總司令陳誠）、第2兵團（總司令張發奎）、第3兵團（總司令薛岳）和武漢衛戍軍等。
- 敵後戰場建制湘鄂贛邊區游擊（挺進軍）[2]:409-410。
- 前进指挥所主任、第58军军长鲁道源。

## 作戰區域
湖北南部、湖南全省南潯鐵路、江西等。

## 历史
1944年6月长沙沦陷后，薛岳率战区长官部、省府南移南岭郴州，驻东门口惠爱医院。1944年秋，第九战区长官部和省政府再移汝城县。第九战区司令长官部先驻驻汝城马桥乡，后驻土桥乡，司令部设启明学校，学校后面的天柱山清风岩系天然防空洞。1945年1月，第九战区司令长官部和省政府，省政府财政厅、教育厅、地质局、公路局、电讯局、田粮局等及省会长沙共117个单位、5、6万人搬迁桂东。战区长官司令部设在坳背村（今沤江镇敖山村），所属机构尽驻城郊。兵站分监驻城郊观前，总监驻城郊麻树下，担架兵团驻城郊北肖家，后勤机关驻城郊北松山，军法执行干部调查室驻城郊新田，军警联合稽查处驻城南琴山唐家祠，盟军美国陆军一部驻城北圳子口，特务团分驻坳背与关帝庙，长汀兵工厂设南郊杨梅寨下，运输部队驻三帝宫。财政厅设在沙田文昌村，教育厅驻沙田中心小学，银行始在四都乡，后迁贝溪乡。

## 撤銷時間
抗战胜利后，1945年9月14日在南昌接收日本第11军投降。
1945年，薛岳轉任徐州綏靖公署主任，戰區撤銷。